# Аргумент железа
Аргуме́нт желе́за — один из датирующих показателей балто-славянских отношений: лингвистический аргумент, используемый академиком О. Н. Трубачёвым для датировки балто-славянских отношений. Суть аргумента:
- в отличие от германцев, славяне не переняли у кельтов названия этого металла, а образовали своё собственное из исконно славянских элементов;
- этимология слова žělězo строится на постулате родственной связи слов железо и железа;
- славянские и балтийские языки развили общее для них новое название металла — железа, что ограничивает эпоху интенсивных балто-славянских культурно-языковых контактов эпохой железа, то есть временем не ранее начала — середины I тысячелетия до н. э.

Также «аргумент железа» является лингвистическим показателем начала собственно праславянского периода, продолжающего протославянский период.